# Liste der Bodendenkmäler in Grainau
Auf dieser Seite sind die Bodendenkmäler in der oberbayerischen Gemeinde Grainau zusammengestellt. Diese Tabelle ist eine Teilliste der Liste der Bodendenkmäler in Bayern. Grundlage ist die Bayerische Denkmalliste, die auf Basis des Bayerischen Denkmalschutzgesetzes vom 1. Oktober 1973 erstmals erstellt wurde und seither durch das Bayerische Landesamt für Denkmalpflege geführt wird. Die folgenden Angaben ersetzen nicht die rechtsverbindliche Auskunft der Denkmalschutzbehörde.

## Bodendenkmäler in Grainau
| Lage                          | Objekt | Akten-Nr.     | Bild                                                          |
| ----------------------------- | --- | ------------- | ------------------------------------------------------------- |
| Waxensteinstraße 4 (Standort) | Untertägige spätmittelalterliche und frühneuzeitliche Befunde im Bereich der katholischen Kapelle St. Joseph von Untergrainau und ihres Vorgängerbaus. | D-1-8532-0029 | Untertägige spätmittelalterliche und frühneuzeitliche Befunde |
| (Standort)                    | Burgstall des späten Mittelalters und der frühen Neuzeit (Burgstall Hammersbach).                                                                      | D-1-8532-0053 |                                                               |
| Kreuzeckweg 2a (Standort)     | Untertägige frühneuzeitliche Befunde im Bereich der katholischen Marienkapelle von Hammersbach und ihres Vorgängerbaus.                                | D-1-8532-0055 |                                                               |
| Kirchbichl 4 (Standort)       | Untertägige frühneuzeitliche Befunde im Bereich der katholischen Pfarrkirche St. Johannes der Täufer in Obergrainau und ihres Vorgängerbaus.           | D-1-8532-0056 | weitere Bilder                                                |